# Olivér Várhelyi
Olivér Várhelyi (født 22. marts 1972 i Szeged) er en ungarsk advokat og diplomat. Han var været Europa-Kommissær for naboskabspolitik og udvidelse i von der Leyen-kommissionen siden 2019.

## Uddannelse
Várhelyi har en master-grad i europæiske retsstudier fra Aalborg Universitet i Danmark fra 1994, og blev jurist ved Szeged Universitet i Ungarn i 1996. I 2005 bestod han advokateksamen.

## Karriere
Várhelyi startede sin karriere i den ungarske offentlige administration i 1996 i ministeriet for industri og handel. Derefter kom han til udenrigsministeriet, hvor han stod for tilpasning til EU-retten. Fra 1998 til 2001 var han kabinetschef for chefen for den juridiske enhed i ministeriet. Derefter flyttede han til Bruxelles til Ungarske EU-mission til EU, som juridisk rådgiver og derefter chef for den juridisk tjeneste indtil 2006, efter Ungarns optagelse i EU.
Derefter var Várhelyi i to år leder af EU-retsafdelingen i det ungarske justitsministerium. Fra 2008 til 2011 var han enhedschef i Europa-Kommissionen med ansvar for industrielle ejendomsrettigheder i Generaldirektoratet for det indre marked og tjenester.
Han flyttede herefter tilbage til den ungarske udenrigstjeneste, fra 2011 som souschef og derefter fra 2015 som leder af den faste repræsentation i Bruxelles, med rang af ekstraordinær og befuldmægtiget ambassadør. I sin rolle som ambassadør i EU blev han anset for at være meget loyal over for Orbán, på trods af at han ikke havde noget formelt partitilhørsforhold. Han anses for at være meget intelligent og ekstremt vidende, men hans stil er blevet beskrevet som "utrolig uhøflig", med "en grov ledelsesstil, der har inkluderet at råbe, skrige og bande ad medarbejderne", såvel som en mere kamplysten tilgang til ambassadørmøder end andre faste repræsentanter.
I 2019 blev Várhelyi udnævnt af Ungarns premierminister Viktor Orbán til posten som Ungarns Europa-Kommissær til von der Leyen-kommissionen, efter at Europa-Parlamentet havde afvist hans første udnævnelse, László Trócsányi. Han fik ressortområdet europæisk naboskab og udvidelse. Hans udnævnelse blev hilst velkommen af Orbáns trofaste allierede, herunder Serbiens præsident Aleksandar Vučić og den bosnisk-serbiske leder Milorad Dodik. Den blev kritiseret af flere observatører og udvidelseseksperter. Ved høringen i Europa-Parlamentet fik Várhelyi ikke to tredjedele af stemmerne, og blev derfor udsat for en ekstra runde med skriftlige spørgsmål fra parlamentsmedlemmerne.
I sin formueerklæring erklærede Várhelyi ejerskab af en 5035 m2 stor gård i Szentendre, et 160 m2 familiehus i Szeged med have på 586 m2 og en 57 m2 lejlighed i Budapest. Han erklærede også ejerskab af en BMW fra 1992 og en Lexus RS fra 2018.
Varhelyi skabte kontrovers 15. februar 2023 ved at kalde medlemmerne af Europa-Parlamentet "idioter" under en høring om det vestlige Balkan. På grund af denne hændelse krævede flere MEP'er Varhelyis afgang.